# Bahnhof Kell am See

Der Bahnhof Kell am See ist ein ehemaliger Bahnhof der Ruwertalbahn in der Gemeinde Kell am See (Verbandsgemeinde Saarburg-Kell) im Landkreis Trier-Saarburg in Rheinland-Pfalz, Deutschland.

## Geschichte
Der Bahnhof entstand 1891 mit dem Bau der Ruwertalbahn Hermeskeil – Trier nach einer 40 Jahre andauernden Genehmigungs- und Bauphase. Der Personenverkehr auf dem Kell am See berührenden Streckenabschnitt wurde 1981 eingestellt, der Güterverkehr 1991. Die endgültige Stilllegung erfolgte 1998.
Auf der ehemaligen Bahntrasse wurden 2006/2007 die Strecken des Ruwer-Hochwald-Radweges gebaut.

## Bahnhofsgebäude und Bahnhofsanlage
Das Gebäude besteht aus einem zweigeschossigen Empfangsgebäude mit Wohnung und einem eingeschossigen Anbau, beide mit Satteldach. Beide Gebäudeteile sind aus roten Sandsteinquadern errichtet und an den Ecken durch roh behauene Quader akzentuiert. Herausragendes Element sind die sich von den Putzfeldern abhebenden halbkreisförmigen Blendbögen in den Giebelfeldern, jedoch ist die Putzornamentik hier nur in Resten erhalten. Der ehemals allseitige Dachüberstand ist seit einer Erneuerung nur traufseitig erhalten geblieben. An der nördlichen Giebelseite schließt sich ein stark erneuerter, aus Fachwerk bestehender Güterschuppen an.
Es zählt zu den frühen Hochbauten ähnlichen Typs für die wichtigen Bahnstationen der Bahnstrecke. Das Gebäude hatte für Kell eine besondere wirtschaftliche Bedeutung und wurde Ausgangspunkt einer mit dem alten Dorfrand zusammengewachsenen Ansiedlung.
Das Gebäude steht seit 1985 unter Denkmalschutz und wurde vom Heimat- und Kulturverein Kell am See erworben und in mehreren Bauabschnitten zu einer Kultur- und Geschichtswerkstätte um- und ausgebaut. Dazu finden im Bahnhof Ausstellungen statt. Das Standesamt Kell am See bietet hier Trauungen an.